# Moszczenica (powiat gorlicki)
Moszczenica – wieś w Polsce, położona w województwie małopolskim, w powiecie gorlickim, w gminie Moszczenica.
Pod względem geograficznym znajduje się na Pogórzu Ciężkowickim, w dolinie potoku Moszczanka i na okolicznych wzniesieniach tego pogórza.
W latach 1954–1972 wieś należała i była siedzibą władz gromady Moszczenica. W latach 1975–1998 miejscowość należała administracyjnie do województwa nowosądeckiego.

## Integralne części wsi
| części wsi | Berdechów, Dobkówka, Dół, Góra, Górka, Granice, Granice od Grabia, Granice od Sitnicy, Kamieniec, Kociany, Koło Panienki, Krakowskie, Krzyżówka, Moskalówki, Poddaństwo, Pod Dębem, Pod Sitnicą, Potoki, Sperkówka, Średnie, Wiatrówki, Zagrody |

## Historia

### Początki osadnictwa
Ślady kultury ludzkiej na terenie ziemi bieckiej pochodzą z okresu neolitu, ok. 1700 r. p.n.e. Najstarsza ludność z tego okresu pozostawiła po sobie liczne narzędzia krzemienne i kamienne, znalezione nad rzeką Ropą w Bieczu, Gorlicach i okolicach. Osadnictwo na tym terenie skupiało się wokół rzeki Ropy. W XIV wieku rozwinęła się kolonizacja niemiecka lokująca wsie na prawie niemieckim (magdeburskim). Wtedy też założono ok. 1348 Moszczenicę i wiele innych. W sumie na terenie kasztelanii bieckiej w XIV wieku powstało 57 osad.

### Lokowanie wsi
Miejscowość została założona w czasach króla Kazimierza Wielkiego przez Jana Herberta w 1348, na prawie niemieckim (magdeburskim). Położona na Pogórzu Ciężkowickim w malowniczej dolinie rzeczki Moszczanki. Niegdyś wchodziła w skład niegrodowego starostwa libuskiego. Jeszcze przed założeniem wsi, na jej dolnym terenie zamieszkiwali osadnicy, którzy przybyli na te ziemie w XII i XIII wieku. Większa część ludności została jednak wymordowana lub wzięta do niewoli (jasyr) przez Tatarów.
Fakt wcześniejszego zamieszkiwania na tych terenach podkreśla również akt lokacyjny „wszystkie dotychczasowe prawa polskie zostają zniesione i zastąpione prawem niemieckim”.
23 czerwca 1348 król Kazimierz Wielki wydał dokument lokacyjny na założenie wsi nad rzeką Moszczenycza. Oryginał tego dokumentu jest nieznany, a kopia pochodzi z wpisu do ksiąg grodzkich bieckich dokonanego dwieście lat później (31 sierpnia 1584), roku według transumptu królowej Jadwigi w Krakowie z 16 marca 1399.
Obszar nowo lokowanej wsi był stosunkowo duży i wynosił 80 łanów (jeden łan frankoński to 43,5 morgi, czyli 24,48 hektary). Jako że wieś zlokalizowano w dolinie rzeki na terenach równinnych, jej obszar podzielono na pasy ciągnące się od rzeki lub drogi do granicy wsi albo lasu. Był to tzw. układ łanowy, którego pozostałości możemy jeszcze dziś zaobserwować.

### Rozwój osadnictwa
Osadnictwo rozwijało się powoli, gdyż konieczne było karczowanie lasów. Zwykle proces ten postępował od ujścia w górę rzek i potoków. Stąd możemy przyjąć, że górna część Moszczenicy jest późniejsza od dolnej. Prawdopodobnie to osadnicy pochodzenia niemieckiego karczowali teren pod uprawę i dlatego górna część Moszczenicy (wcześniejsza) nazywana jest często w dokumentach niemiecką, a dolna (późniejsza) – polską.
Ludność nowo założonej wsi składała się z grupy osób pochodzenia polskiego i niemieckiego, Mogą o tym świadczyć na przykład rozpowszechnione w Moszczenicy Górnej nazwiska: Niemiec i Brach. W lutym 1846, podobnie jak w sąsiednich miejscowościach, doszło ze strony chłopów do krwawych napaści na dwory. Wydarzenia te przeszły do historii jako rzeź galicyjska. W 1847 nastąpiła klęska głodu, a później epidemie, w wyniku których w przeciągu dwóch lat zmarło w Moszczenicy prawie tysiąc osób.

## Zabytki
Obiekt wpisany do rejestru zabytków nieruchomych województwa małopolskiego.
- Kościół parafialny pw. MB Szkaplerznej, początek XIX wieku;
- Drewniana kaplica cmentarna z około 1680 roku, włączona do szlaku architektury drewnianej województwa małopolskiego;
- Chałupa nr 190.

### Odkrycie pozostałości średniowiecznego kościoła
W 2009 podczas prac przy budowie kanalizacji odkryto pozostałości kościoła pod wezwaniem Matki Bożej, Koronacji Chrystusa oraz Świętych Szymona i Judy Tadeusza, pochodzące z połowy XIV wieku.

## Galeria zdjęć

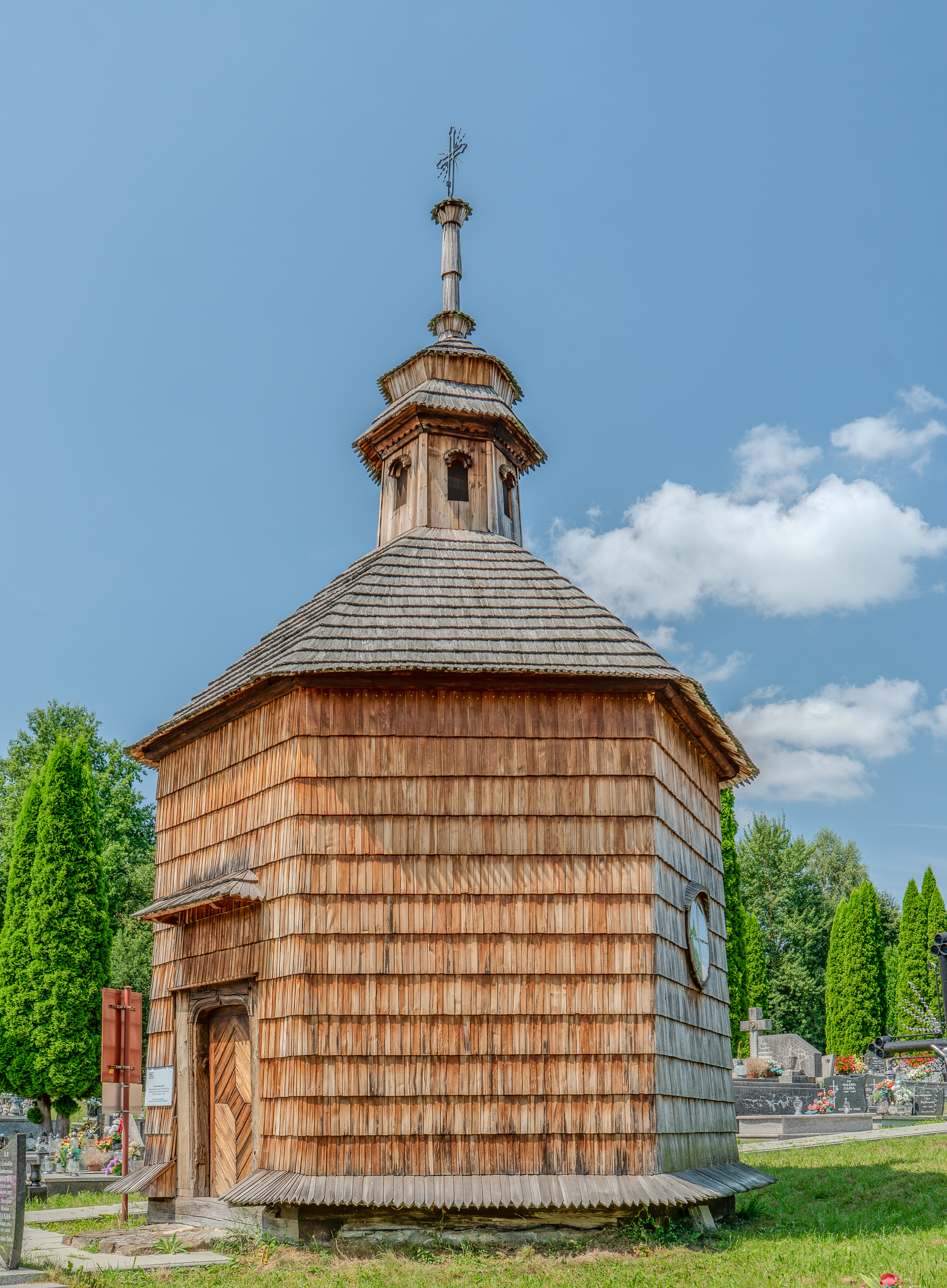
Kaplica Chrystusa w Ciemnicy
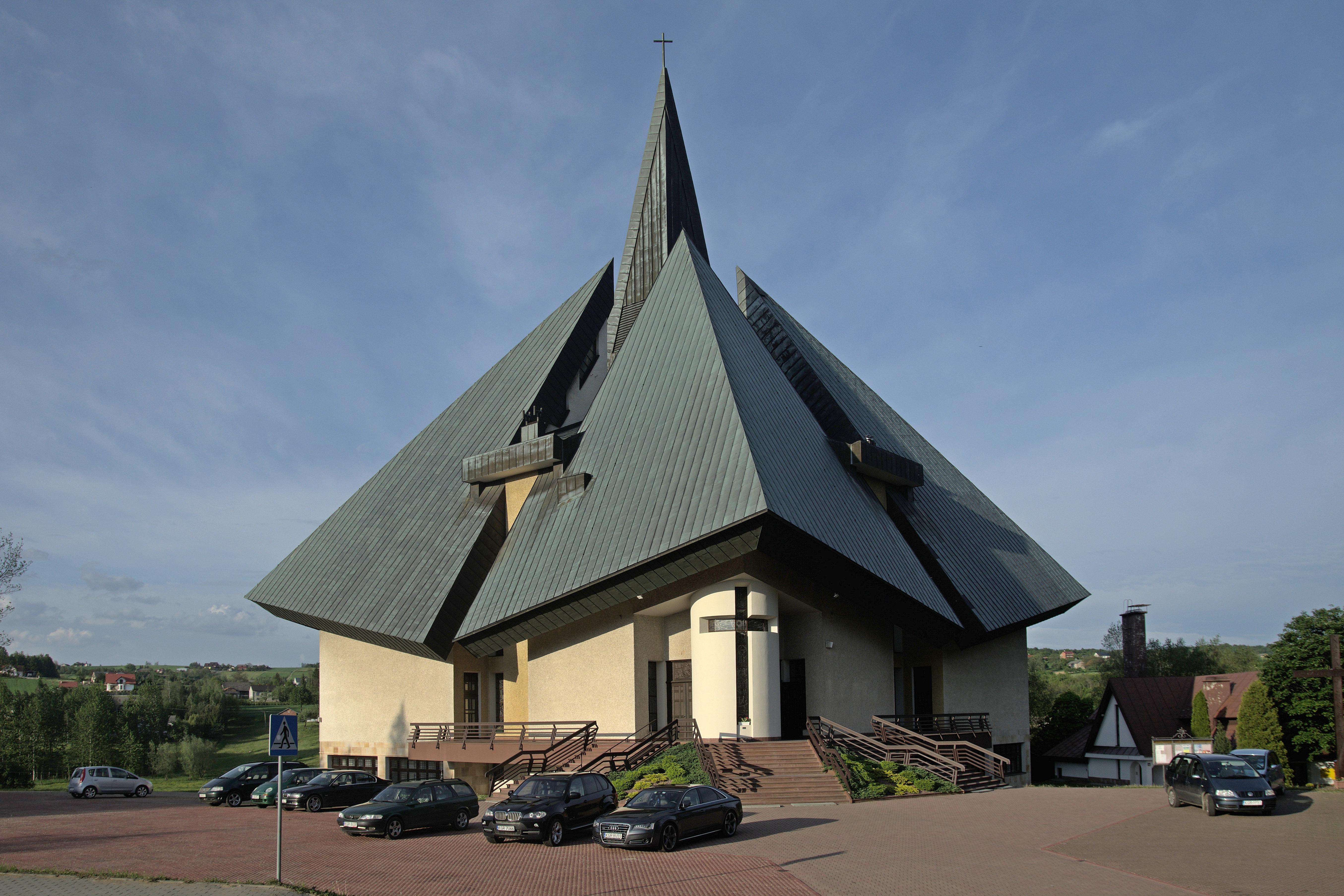
Nowy kościół parafialny
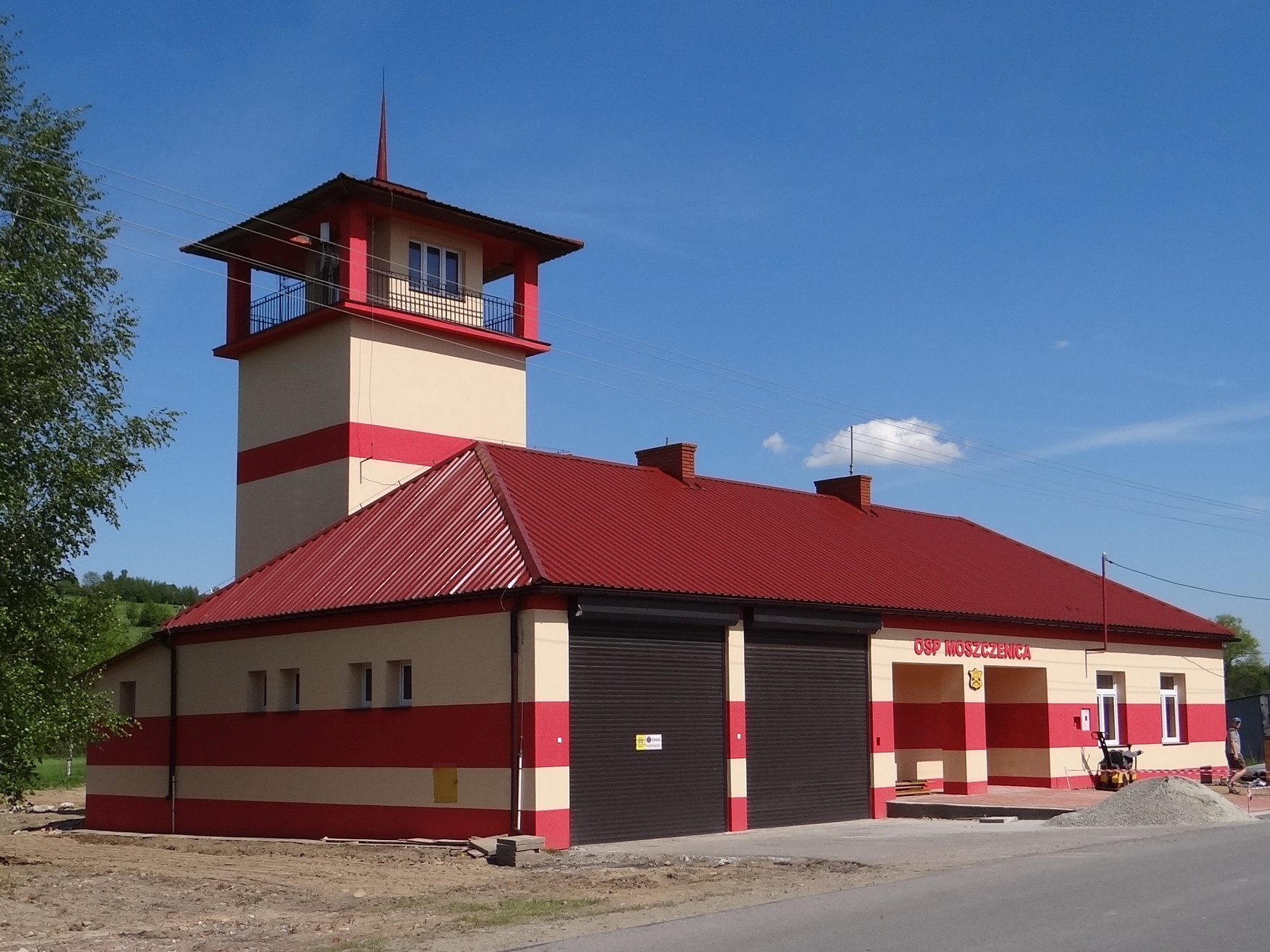
Remiza OSP
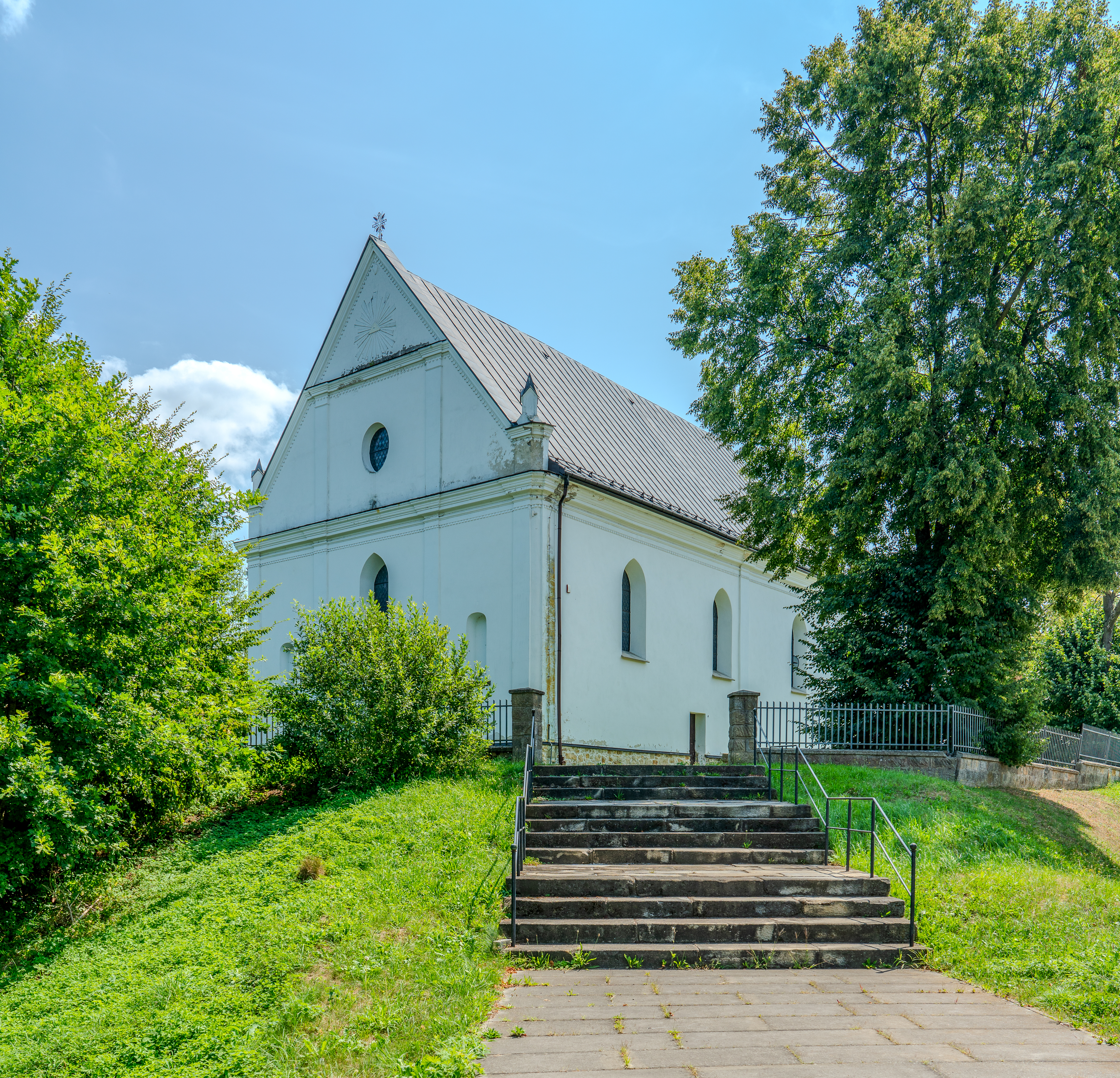
Kościół